# Orazio Rancati
Orazio Rancati (9. březen 1940, Morbegno, Italské království – 17. říjen 2023, Sondrio, Itálie) byl italský fotbalový záložník a trenér.

## Kariéra

### Klubová
První tři roky hrál za Inter, ve kterém debutoval 18. října 1959 v domácím zápase proti Fiorentině (2:0). Nezískal místo v sestavě a raději na sezonu 1961/62 odešel na krátkou dobu do Janova. V listopadu 1961 odešel dohrát sezonu do Reggiany. Po jedné sezoně odešel do Civitanovese a za rok se stěhoval opět a to do Triestiny, za kterou nastupoval dvě sezony. Poté přišlo dvouleté obdoby v Ceseně a pak i v Imole. Velmi dobré angažmá měl v letech 1969 až 1972, když hrál v Parmě. Hráčskou kariéru zakončil po sezoně 1972/73, když hrál za Asti MaCoBi.

### Reprezentační
Za olympijskou reprezentaci odehrál dva zápasy na OH 1960, kde obsadil 4. místo.

## Statistika

### Reprezentační

#### Statistika na velkých turnajích
| Reprezentace | Rok     | Zápasy             | Zápasy | Zápasy     | Zápasy           | Zápasy           | Zápasy   |
| Reprezentace | Rok     | Fáze turnaje       | Datum  | Soupeř     | Odehraných minut | Vstřelené branky | Výsledek |
| ------------ | ------- | ------------------ | ------ | ---------- | ---------------- | ---------------- | -------- |
| Itálie       | OH 1960 | 3 zápas ve skupině | 1. 9.  | Brazílie   | 90               | 0                | 3:1      |
| Itálie       | OH 1960 | Semifinále         | 5. 9.  | Jugoslávie | 120              | 0                | 1:1      |

## Úspěchy

### Reprezentační
- 1x na OH (1960)